# Melampodiinae
Melampodiinae Less., 1830 è una sottotribù di piante spermatofite dicotiledoni appartenenti alla famiglia Asteraceae (sottofamiglia Asteroideae, tribù Millerieae).

## Etimologia
Il nome della sottotribù deriva dal suo genere più importante Melampodium  L., 1753  ed è stato definito scientificamente dal botanico tedesco Christian Friedrich Lessing (Syców, 1809 – Krasnojarsk, 1862) nella pubblicazione "Linnaea; Ein Journal für die Botanik in ihrem ganzen Umfange. Berlin - 5(1)" del 1830.

## Descrizione
Le specie di questa sottotribù sono delle erbe annuali o perenni, oppure degli arbusti; queste piante possono arrivare fino a 3 metri di altezza.
Le foglie lungo il caule sono disposte in modo opposto e normalmente sono picciolate. Il contorno delle foglie è da intero a profondamente pennatifido o anche lacerato. La forma della lamina può essere da lineare a ovata, in qualche specie è rombica oppure ovata e angolata, come una cazzuola da muratore. La superficie può essere uninervata o trinervata, oppure con venature a forma pennata; può essere sia glabra che pubescente o anche ghiandolosa-punteggiata.
I capolini, di tipo radiato, sono disposti in posizione terminale o ascellare, sono solitari o raggruppati in cime panicolate o corimbose. I capolini normalmente sono formati da un involucro a forma da campanulata a emisferica (o anche ovoidale), composto da diverse squame (o brattee) dimorfiche disposte su 2 serie, al cui interno un ricettacolo fa da base ai fiori di due tipi: quelli esterni del raggio e quelli più interni del disco. Le squame, da 8 a 25, in alcune specie sono disposte su 2 - 5 serie; possono essere libere o variamente connate alla base; quelle più interne sono fuse con gli acheni dei fiori del raggio; la consistenza può essere membranosa o scariosa. Il ricettacolo ha una forma da piatta a convessa (raramente può essere colonnare); è provvisto di pagliette a protezione della base dei fiori; in alcuni casi le pagliette e i fiori del disco sono uniti insieme; la forma delle pagliette può essere da lanceolata a spatolata o obovata, possono essere anche conduplicate.
Formula fiorale: per queste piante viene indicata la seguente formula fiorale:
* K 0/5, C (5), A (5), G (2), infero, achenio
I fiori sono tetraciclici (a cinque verticilli: calice – corolla – androceo – gineceo) e pentameri (ogni verticillo ha 5 elementi).  I fiori del raggio (da 3 a 20) sono tutti femminili e fertili con corolle colorate di giallo, arancio o bianco, raramente sono giallo-verdastro. I fiori del disco (da 3 a 150) sono del tipo tubuloso e sono funzionalmente maschili con corolle colorate da giallo ad arancio; i tubi sono corti e le gole hanno una forma a imbuto o campanulata; la parte apicale ha 5 lobi a forma di delta. Il calice è ridotto ad una coroncina di squame.
L'androceo è formato da 5 stami con filamenti liberi e antere saldate in un manicotto circondante lo stilo. Le appendici delle antere sono ovate; sono inoltre prive di tricomi ghiandolari. Le teche delle antere sono scure.
Il gineceo ha un ovario uniloculare infero formato da due carpelli.. Lo stilo è unico e con due stigmi nella parte apicale. Gli stigmi dei fiori del disco sono fusi insieme, mentre lo stilo è penicillato; quello dei fiori del raggio è diffuso.
I frutti sono degli acheni privi di pappo. La forma dell'achenio è da debolmente a fortemente compressa e da obovoide a più o meno prismatica (spesso con 4 angoli). L'achenio in alcune specie è chiuso in contenitore derivato dalla fusione delle squame; questo contenitore può essere obconico o trigonale, talvolta è incurvato, con superficie liscia, verrucosa o spinosa. In alcune specie le squame si estendono in appendici spiraleggianti e aristate.

## Biologia
- Impollinazione: l'impollinazione avviene tramite insetti (impollinazione entomogama).
- Riproduzione: la fecondazione avviene fondamentalmente tramite l'impollinazione dei fiori (vedi sopra).
- Dispersione: i semi cadendo a terra sono successivamente dispersi soprattutto da insetti tipo formiche (disseminazione mirmecoria).

## Distribuzione e habitat
Le specie di questo gruppo sono distribuite prevalentemente nel Nuovo Mondo e nelle Isole Galapagos con habitat tipici delle zone da neotropicali a tropicali. Nella tabella sottostante è indicata la distribuzione specifica per ogni genere.

## Tassonomia
La famiglia di appartenenza del genere (Asteraceae o Compositae, nomen conservandum) è la più numerosa del mondo vegetale, comprende oltre 23000 specie distribuite su 1535 generi (22750 specie e 1530 generi secondo altre fonti). La sottofamiglia Asteroideae è una delle 12 sottofamiglie nella quale è stata suddivisa la famiglia Asteraceae, mentre Millerieae è una delle 21 tribù della sottofamiglia. La tribù Millerieae a sua volta è suddivisa in 8 sottotribù (Melampodiinae è una di queste).

### Filogenesi
Questo gruppo inizialmente fu incluso nella tribù Heliantheae (Robinson, 1981) assieme ad altre 5 sottotribù e con una circoscrizione diversa di generi; solamente in seguito a studi di tipo filogenetico sul DNA la sottotribù venne descritta all'interno della tribù Millerieae.

Il numero cromosomico delle specie di questa sottotribù è varia:  2n = 18, 20, 22, 24.

### Composizione della sottotribù
La sottotribù Melampodiinae comprende 3 generi e circa 50 specie.

| Genere                       | N. specie | Distribuzione     |
| ---------------------------- | --------- | ----------------- |
| Acanthospermum Schrank, 1820 | 5/6 spp.  | Zone neotropicali |
| Lecocarpus Decne, 1846       | 3 spp.    | Isole Galapagos   |
| Melampodium L., 1753         | 40 spp.   | Zone neotropicali |

### Chiave per i generi
Per meglio comprendere ed individuare i vari generi della sottotribù l'elenco seguente utilizza il sistema delle chiavi analitiche:

- Gruppo 1A: le pagliette del ricettacolo insieme ai fiori del disco sono caduchi dopo l'antesi e formano una sola unità; le corolle dei fiori del raggio sono attaccati al lato abassiale dell'apice degli acheni;

genere Melampodium.
- Gruppo 1B: le pagliette del ricettacolo e i fiori del disco non sono caduchi insieme dopo l'antesi; le corolle dei fiori del raggio non sono attaccati all'achenio;

- Gruppo 2A: le piante sono degli arbusti; gli acheni sono provvisti di un collare a forma di piattino qualche volta provvisto di proiezioni lacerate o spinose; le specie sono endemiche delle Isole Galapagos;

genere Lecocarpus.
- Gruppo 2B: le piante sono delle erbe perenni; gli acheni sono privi di dischi; la distribuzione delle specie è neotropicale (una specie si trova nelle Isole Galapagos);

genere Acanthospermum.

## Alcune specie

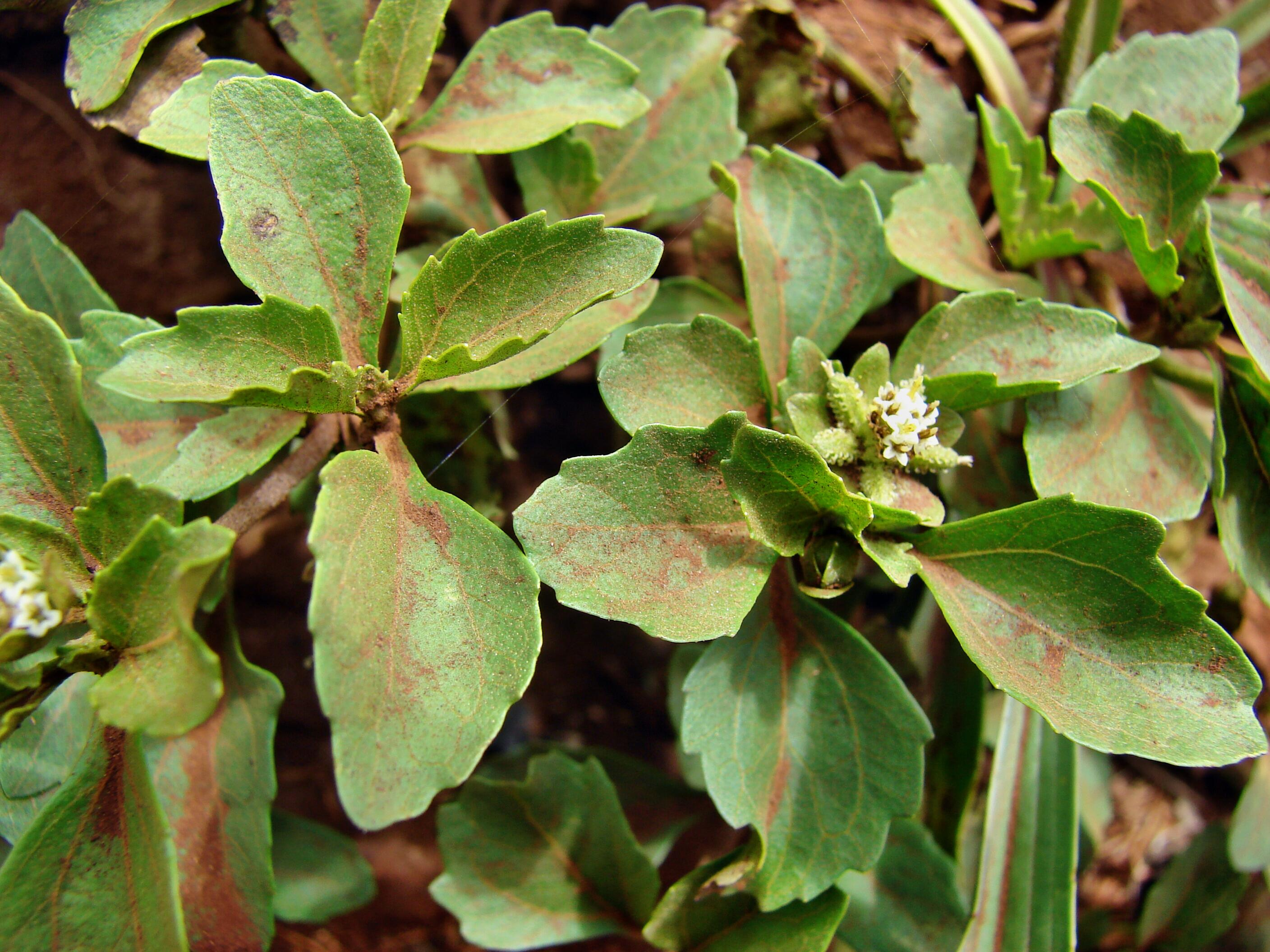
Acanthospermum australe
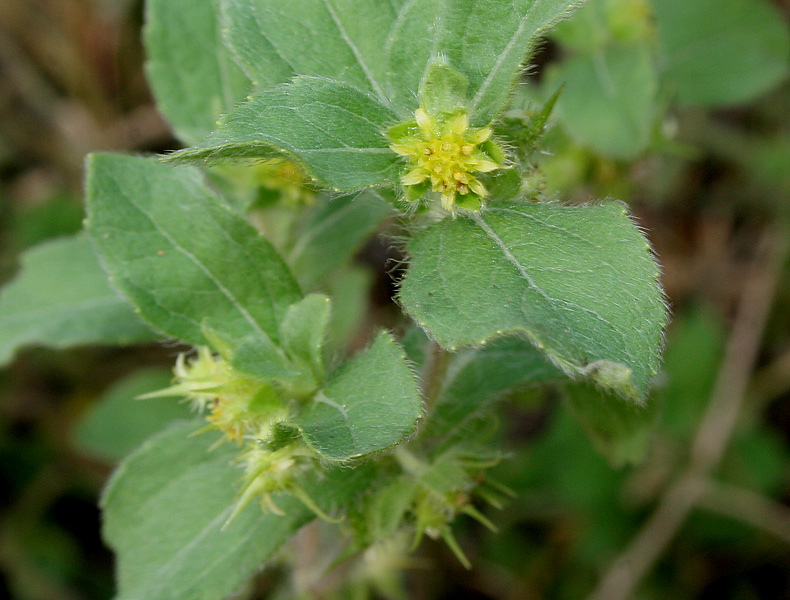
Acanthospermum hispidum
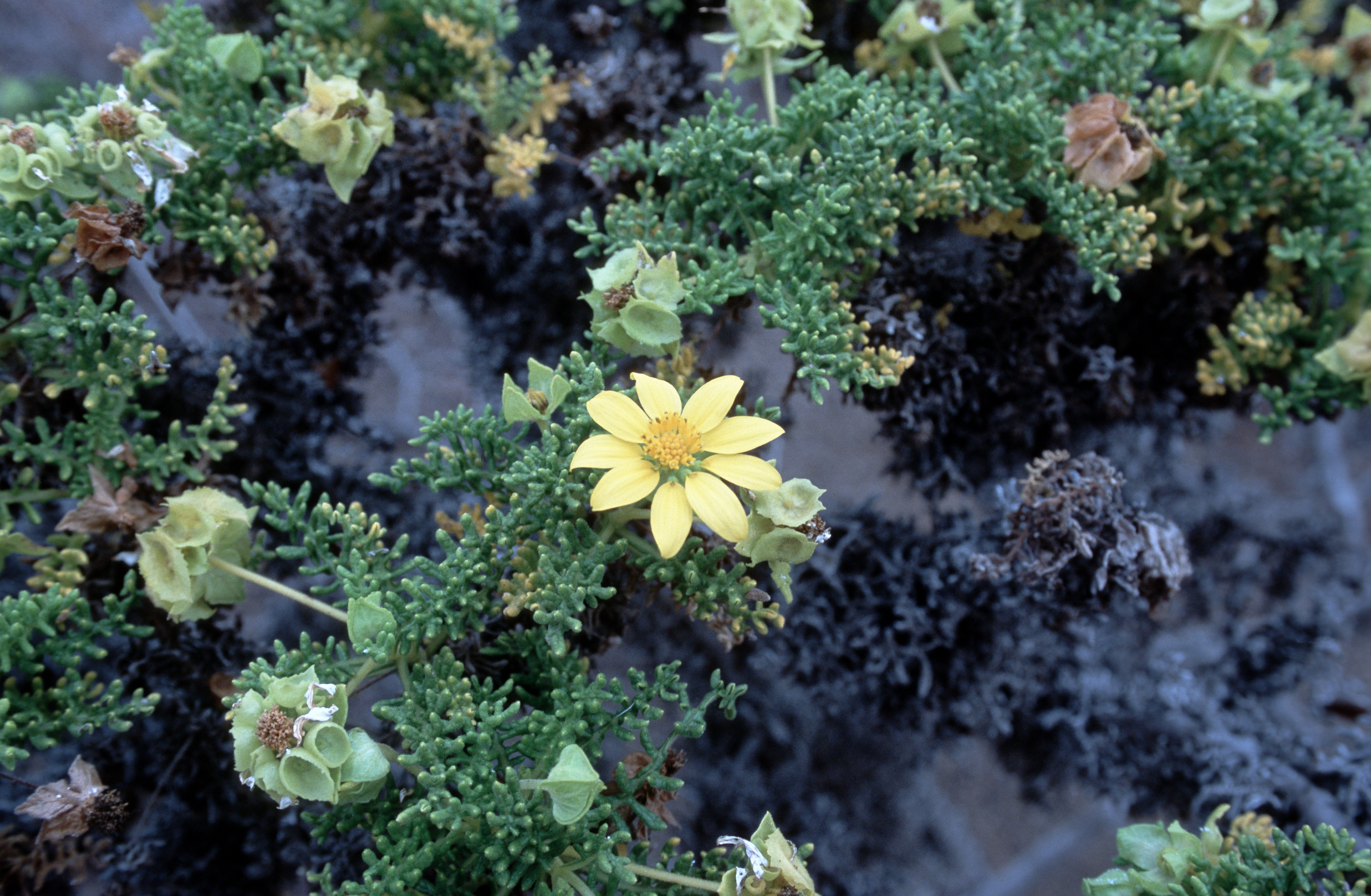
Lecocarpus pinnatifidus
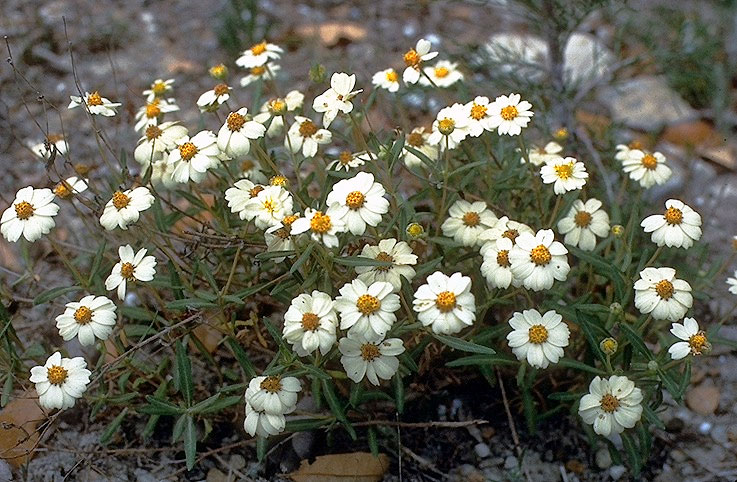
Melampodium cinereum
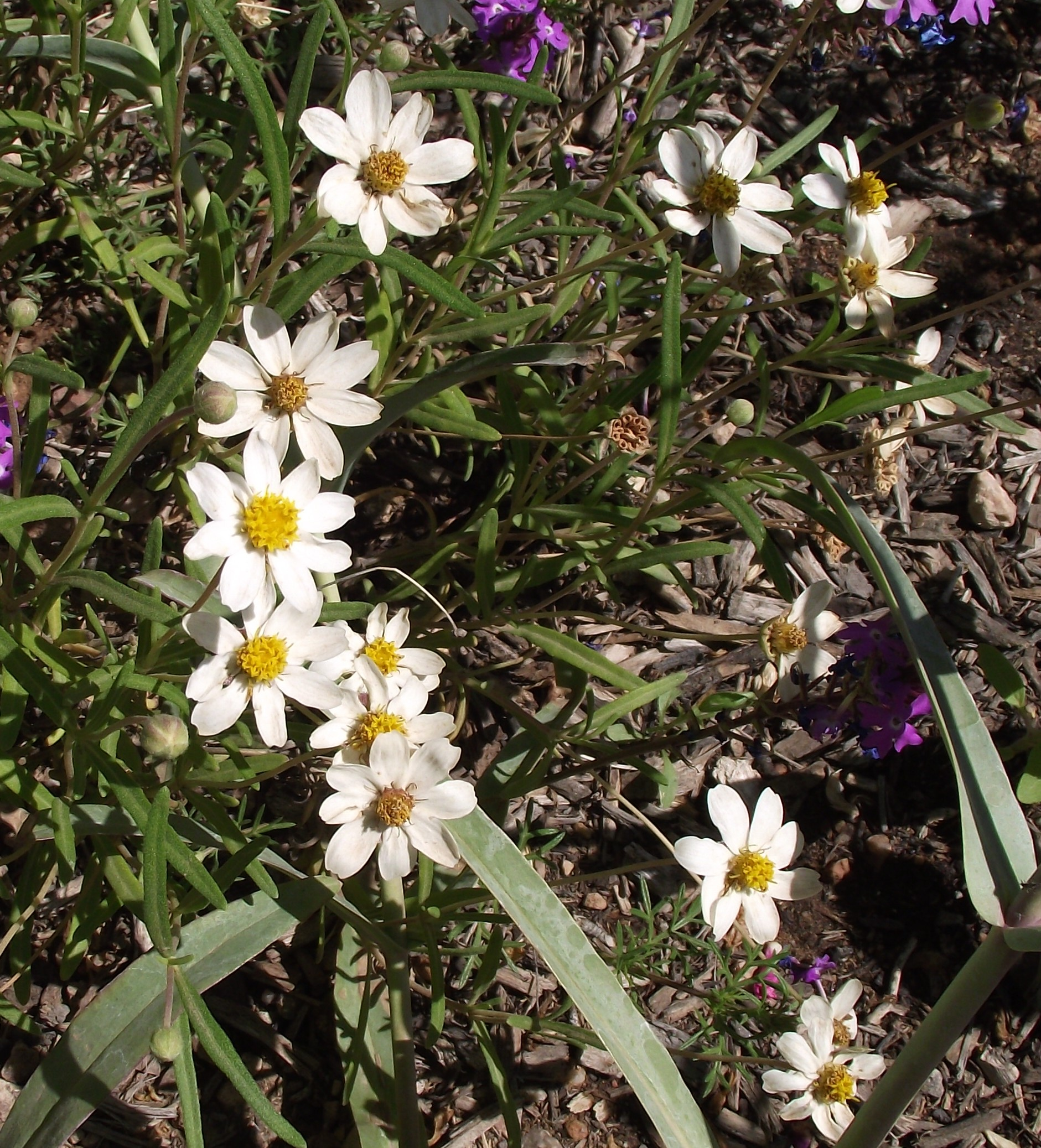
Melampodium leucanthum
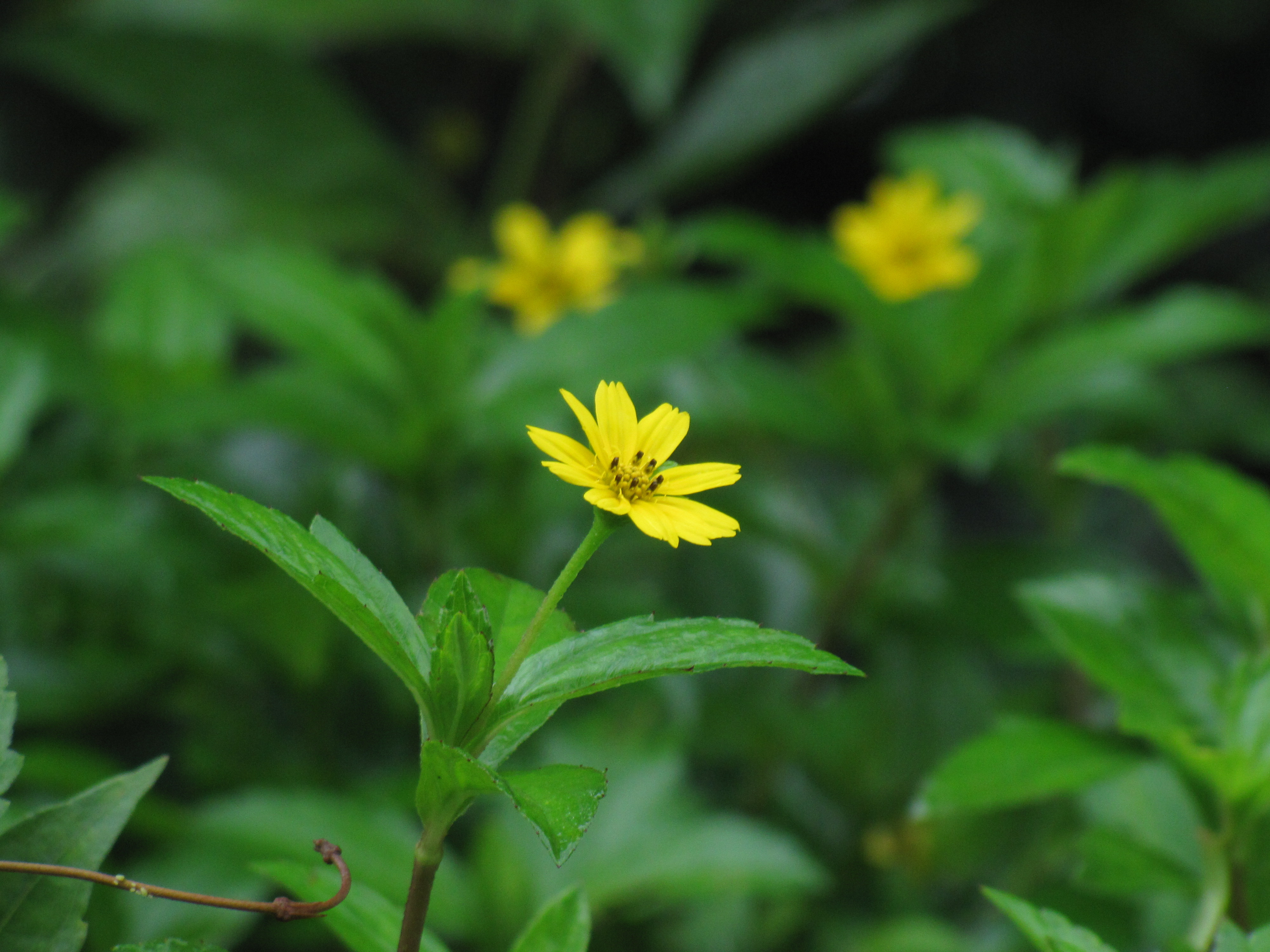
Melampodium paludosum